# Арсиньи
Арсиньи́ (фр. Harcigny) — коммуна во Франции, находится в регионе Пикардия. Департамент коммуны — Эна. Входит в состав кантона Вервен. Округ коммуны — Вервен.
Код INSEE коммуны — 02369.

## Население
Население коммуны на 2010 год составляло 249 человек.
| 1962 | 1968 | 1975 | 1982 | 1990 | 1999 | 2010 |
| ---- | ---- | ---- | ---- | ---- | ---- | ---- |
| 292  | 249  | 252  | 264  | 275  | 264  | 249  |

## Экономика
В 2010 году среди 143 человек трудоспособного возраста (15—64 лет) 95 были экономически активными, 48 — неактивными (показатель активности — 66,4 %, в 1999 году было 54,8 %). Из 95 активных жителей работали 82 человека (50 мужчин и 32 женщины), безработных было 13 (6 мужчин и 7 женщин). Среди 48 неактивных 7 человек были учениками или студентами, 20 — пенсионерами, 21 были неактивными по другим причинам.